# Mad Money
Mad Money (bra: Loucas por Amor, Viciadas em Dinheiro; prt: Dinheiro Vivo)é um filme de comédia criminal lançado em 2008. Estrelado por Diane Keaton, Queen Latifah e Katie Holmes, e dirigido por Callie Khouri. É vagamente baseado no filme britânico "Hot Money".
Nos Estados Unidos, foi lançado em 18 de janeiro de 2008. Em Portugal, foi lançado em 20 de março de 2008. No Brasil, foi lançado pela California Filmes em 4 de abril de 2007.

## Enredo
O filme começa in medias res, (no meio das coisas) com os suspeitos sendo pegos e interrogados. Em seguida, ele volta para três anos antes e que o filme continua a partir daí, intercaladas com pedaços ocasionais de o interrogatório. Três anos antes de ser pega, Bridget Cardigan viveu uma vida confortável de classe média alta até que seu marido Don Cardigan foi "rebaixado" de sua posição e afundou-se em dívidas. O salário para Selina, a faxineira, salta de novo. Selina confronta Bridget e sugere que ela aceite um emprego como zeladora no Federal Reserve Bank de Kansas City. Em seu primeiro dia no trabalho, Bridget arquiteta um plano para roubar notas de dólares desgastadas programados para destruição. Para sua equipe que ela escolhe Nina, que trabalha no triturador de notas de dólares, e Jackie, que toma conta da sala de carrinhos do Serviço Secreto para a sala de retalhamento. É preciso algum trabalho para persuadir Nina a aderir, mas Jackie se junta a eles rapidamente.
O plano é que no quarto Serviço Secreto Bridget vai mudar o cadeado oficial de um carrinho por outro quase idêntico que ela comprou no Home Depot. Bridget vai dizer para Jackie o número de carro e dar a Nina o cadeado oficial. Quando Jackie recebe o carrinho escolhido, ela despeja algumas notas do carrinho em uma lata de lixo antes de levar o carrinho para Nina, que, em seguida, usa a chave de Bridget para abri-lo e coloca o cadeado oficial, e então começa a desfiar as notas restantes. Enquanto isso, Bridget, no decurso das suas funções de zeladoria, recupera as notas do objeto de dumping a partir do lixo e divide-as entre Nina e Jackie no banheiro feminino.
O primeiro assalto é um sucesso que e a quantia não é tão grande como elaes esperavam. No entanto, elas são encorajados a fazê-lo repetidamente. Uma vez que Don e Bridget saldam suas dívidas, Don sugere que elas parem antes de serem pegas. Bridget rejeita esta ideia e convence Nina e Jackie para continuar. Elas quase pegam, mas eles acabam cortando em Barry, um dos guardas de segurança, que é atraído por Nina. Um Examinador do Banco Federal aparece em uma festa na casa de Bridget, e no dia seguinte Bridget vê-lo no trabalho. The Examiner confronta Glover, que não está disposto como uma questão de orgulho profissional a admitir que alguém tenha roubado uma única conta do seu banco. Derrubados, naquela noite Bridget e seus cúmplices começam a tentar livrar-se de todo o espólio escondidos em suas casas, mas os policiais chegam antes de todas as provas serem destruídas. Bridget escapa, mas os outros são apanhados.
Bridget contrata um advogado para defendê-los. O advogado recebe Bridget e todos os seus cúmplices fora do gancho por seus crimes, porque nem a aplicação da lei, nem o examinador canprova que o grande estoque de dinheiro em suas casas veio do Federal Reserve Bank. Tecnicamente, não é ilegal ter um par de cem mil dólares em dinheiro dentro de uma residência privada. No entanto, eles gastaram uma grande soma de dinheiro que roubaram para comprar objetos caros e melhorias em suas casas, e não pagaram os impostos para eles, porque eles não podiam justificar a renda. As exigências do IRS é que paguem seus impostos, que acabam por ser de montante igual ao dinheiro que ainda permanece. Oito meses depois, Bridget revela a Nina e Jackie que ela tinha guardados grande parte do dinheiro roubado no porão do bar de um amigo.

## Elenco
- Diane Keaton como Bridget Cardigan
- Queen Latifah como Nina Brewster
- Katie Holmes como Jackie Truman
- Ted Danson como Don Cardigan
- Roger Cruz como Barry
- Adam Rothenberg como Bob Truman
- Stephen Root como Glover
- JC MacKenzie como Mandelbrot
- Christopher McDonald como Bryce Arbogast
- Finesse Mitchell como Shaun
- Bryan Massey como o detetive Brinkley

## Versão original
A versão britânica original produzido pela "Granada Television",Hot Money (2001), conta a história de três mulheres, Bridget, Liz e Jackie, que embarcaram em um plano para roubar milhares de libras que estavam a ser destruídas por incineração no Banco da Inglaterra, em Essex.

## Recepção
No agregador de críticas Rotten Tomatoes, que categoriza as opiniões apenas como positivas ou negativas, o filme tem um índice de aprovação de 22% calculado com base em 106 comentários dos críticos que é seguido do consenso: "Um filme de assalto laborioso, sem graça e implausível." Já no agregador Metacritic, com base em 29 opiniões de críticos que escrevem em maioria para a imprensa tradicional, o filme tem uma média aritmética ponderada de 41 entre 100, com a indicação de "revisões mistas ou neutras".
Roger Ebert deu ao filme uma classificação de um estrelas e meia, e escreveu, "A conclusão é, algumas meninas vão gostar, os homens nem tanto." O filme também recebeu uma estrelas e meia em um comentário no Chicago Tribune, e Michael Phillips escreveu que o elenco do filme não era o culpado."
O filme recebeu três estrelas no Newsday, e Jan Stuart escreveu "Mad Money não é Rififi, mas Khouri e Gers investiram com uma individualidade e generosidade de espírito que levantáram-no para o reino do prazer sem culpa." Bill Wine do All Headline News  deu ao filme duas estrelas e meia, escrevendo "Mad Money é leve e animado. Não espere grandes risadas, mas você pode, pelo menos no banco em que ele mantenha o seu interesse." The Canadian Press deu ao filme um estrelas e meia, e criticou o desempenho de Katie Holmes "Enquanto Keaton tem feito muito bem bobo e tonto, e ela e Latifah tem um interessante contraste de personalidades, a presença de Holmes parece como uma reflexão tardia." O New York Post,  The New York Times e  Variety também criticaram o desempenho de Katie Holmes no filme, e The New York Times chamou Holmes de o "elo mais fraco do filme."
Em um artigo na Boston Herald intitulado "Não desperdice o seu Mad Money em comédias pobres", Stephen Schaefer deu ao filme uma classificação de "C", escrevendo "Mesmo com o lendária Diane Keaton no centro do palco,Mad Money não atingiu a estratosfera de comédia, tonto inebriante." O filme recebeu uma opinião crítica de Claudia Puig, em USA Today "Esta comédia sem vida e sem criatividade se sente como se foram ajuntados no seminário um estúdio de diversidade obrigatório de consciencialização."
O filme ficou no terceiro lugar no Top do New York Post dos 10 piores filmes de 2008.